# Hiroyuki Hayashi
Hiroyuki Hayashi (født 5. oktober 1983) er en tidligere japansk fodboldspiller.
Han har spillet for flere forskellige klubber i sin karriere, herunder Avispa Fukuoka, Tokushima Vortis og Giravanz Kitakyushu.